# Trmice
Trmice é uma cidade checa localizada na região de Ústí nad Labem, distrito de Ústí nad Labem.